# Pere Gimferrer
Œuvres principales
- Dietari 1979-1980
- Fortuny
- El vendaval
- Lecturas de Octavio Paz
- Arde el mar (es)

Pere Gimferrer Torrens, né le 22 juin 1945 à Barcelone, est un poète, essayiste, traducteur et critique de cinéma catalan. Son œuvre est partagée entre deux langues d'écriture, le catalan et l'espagnol.
Il a été élu membre de l'Académie royale espagnole en 1985 et a reçu de nombreux prix, tels que le Prix national des Lettres espagnoles en 1998 et le Prix national de Poésie à deux reprises (1966 et 1989).

## Œuvre

### Œuvre poétique
- (es) Mensaje del tetrarca (1963)
- (es) Arde el mar (1966)
- (es) La muerte en Beverly Hills (1968)
- (ca) Els miralls (1970)
  - (es) Los espejos (1970)
- (ca) Hora foscant (1972)
  - (es) Hora oscurecida (1972)
- (ca) Foc sec (Barcelona: Edicions 62, 1973)
  - (es) Fuego ciego (1973)
- (ca) L'Espai desert (1977) — Prix Lletra d'Or 1972
- (es) Apariciones (1981)
- (ca) El vendaval (1988)
- (ca) La llum (1991)
  - (es) La luz (1991)
- (es) Mascarada (1996)
- (es) Marea solar, marea lunar (2000)
- (ca) El diamant dins l'aigua (Barcelona: Columna, 2001)
- (es) Amor en vilo (2006)
- (es) Tornado (2008)
- (es) Rapsodia (2011)
- (es) Alma Venus (2012)
- (es) El castillo de la pureza (2014)
- (es) No en mis días (2016)
- (es) Las llamas (2018)

### Essais
- (es) Antoni Tàpies y el espíritu catalán (1974)
- (es) La poesía de J.V. Foix (1974)
- (es) Miró, impresionar sin herir (1978)
- (es) Lecturas de Octavio Paz (1980)
- (es) Cine y literatura (1985)
- (es) Los raros (1985)
- (es) Las raíces de Miró (1993) — sur le roman Fortuny (1983) et sur un journal, Dietari 1979-1980 (1981)

### Prose
- (ca) Dietari 1979-1980 (1981)
- (ca) Fortuny (1983)

### Monographie
- El Cine (Buru Lan Ediciones), œuvre collective, 1972[3]

### Œuvre traduite en français
- Antoni Tàpies et l'esprit catalan, Paris, Éditions Cercle d'art, 1976, 382 p. (ISBN 978-2-7022-0108-4)
- Miró, Catalan universel, Éditions Hier et Demain, 1978, 235 p. (ISBN 978-2-7206-0050-0)
- Max Ernst, Paris, Albin Michel, coll. « Les grands maîtres de l'art contemporain », 1983, 128 p. (ISBN 978-2-226-01853-3)
- Giorgio De Chirico, Paris, Albin Michel, coll. « Les grands maîtres de l'art contemporain », 1988, 128 p. (ISBN 978-2-226-03460-1)
- Magritte, Paris, Albin Michel, coll. « Les grands maîtres de l'art contemporain », 1986, 128 p. (ISBN 978-2-226-02831-0)
- Toulouse-Lautrec, Paris, Albin Michel, coll. « Les grands maîtres de l'art contemporain », 1990, 128 p. (ISBN 978-2-226-04927-8)
- Fortuny, Paris, Le Seuil, coll. « Cadre vert », 1992, 149 p. (ISBN 978-2-02-012712-7)
- Interlude bleu  (trad. de l'espagnol), Paris, Éditions Gallimard, coll. « Le Promeneur », 2009, 89 p. (ISBN 978-2-07-012471-8)
- (ca) L'espace désert  (trad. du catalan), Gardonne, Éditions Fédérop, coll. « Paul Froment », 2009, 88 p. (ISBN 978-2-85792-186-8)

## Prix et reconnaissance
- Prix national de Poésie (1966 et 1989)
- Premio Internacional de Ensayo Gertrude Stein (1974)
- Premio Josep Carner del Institut d'Estudis Catalans (1974 et 1977)
- Prix Lletra d'Or 1978
- Prix Anagrama (1980)
- Prix national de littérature de la Generalitat de Catalogne (1981, 1989 et 1997)
- Premio Ciudad de Barcelona (es) (1981[4] y 1989)
- Prix de la critique Serra d'Or (1982 pour la modalité « journal », 1984 pour la modalité « prose » et 1989 pour la modalité « poésie »)
- Premio Joan Crexells (es) (1983)
- Premio Ramon Llull de novela (es) (1983)
- Premio de la Crítica de narrativa catalana (es) (1983)
- Membre de l'Académie royale espagnole (siège O) (1985)[1]
- Clé de la ville de Barcelone (1986)
- Premio de la Crítica de poesía catalana (es) (1988)
- Premio Cavall Verd (1988)
- Premio Mariano de Cavia (1992)
- Premio Libertad del Centro Internacional de Paz de Sarajevo (1995)
- Prix national des Lettres espagnoles (1998)
- Premio Reina Sofía de Poesía Iberoamericana (es) (2000)
- Premio Internacional de Poesía y Ensayo Octavio Paz (2006)[5]
- Creu de Sant Jordi
- Premio Balañá Espinós de Cataluña (2010)[6]
- Premio Paquiro de El Cultural de El Mundo (2010)
- Socio de honor de El Círculo de Lectores (2013)[7]
- Prix international de poésie Federico García Lorca (2017)
- Membre élu de l'Académie Mondiale de Poésie[1]
- Académicien fondateur et membre permanent de l'Académie Européenne de Poésie[1]
- Membre élu de l'Académie Royale de Bonnes Lettres de Barcelone[1]